# Paleosuchus trigonatus
Paleosuchus trigonatus är ett krokodildjur som beskrevs av Schneider 1801. Paleosuchus trigonatus ingår i släktet Paleosuchus, och familjen alligatorer och kajmaner. IUCN kategoriserar arten globalt som livskraftig. Inga underarter finns listade.
Djuret förekommer i Sydamerika, i Bolivia, Brasilien, Colombia, Ecuador, Franska Guyana, Guyana, Peru, Surinam och Venezuela.